# HES7
HES7 (англ. Hes family bHLH transcription factor 7) – білок, який кодується однойменним геном, розташованим у людей на 17-й хромосомі. Довжина поліпептидного ланцюга білка становить 225 амінокислот, а молекулярна маса — 24 899.
| 10         |  | 20         |  | 30         |  | 40         |  | 50         |
| ---------- |  | ---------- |  | ---------- |  | ---------- |  | ---------- |
| MVTRDRAENR |  | DGPKMLKPLV |  | EKRRRDRINR |  | SLEELRLLLL |  | ERTRDQNLRN |
| PKLEKAEILE |  | FAVGYLRERS |  | RVEPPGVPRS |  | PVQDAEALAS |  | CYLSGFRECL |
| LRLAAFAHDA |  | SPAARAQLFS |  | ALHGYLRPKP |  | PRPKPVDPRP |  | PAPRPSLDPA |
| APALGPALHQ |  | RPPVHQGHPS |  | PRCAWSPSLC |  | SPRAGDSGAP |  | APLTGLLPPP |
| PPPHRQDGAP |  | KAPLPPPPAF |  | WRPWP      |  |            |  |            |

A: Аланін

C: Цистеїн

D: Аспарагінова кислота

E: Глутамінова кислота

F: Фенілаланін

G: Гліцин

H: Гістидин

I: Ізолейцин

K: Лізин

L: Лейцин

M: Метіонін

N: Аспарагін

P: Пролін

Q: Глутамін

R: Аргінін

S: Серин

T: Треонін

V: Валін

W: Триптофан

Кодований геном білок за функціями належить до репресорів, білків розвитку. 
Задіяний у таких біологічних процесах, як транскрипція, регуляція транскрипції, альтернативний сплайсинг. 
Білок має сайт для зв'язування з ДНК. 
Локалізований у ядрі.